# Patricia Suárez
Patricia Suárez (Rosario, 1969) es una escritora argentina. Recibió educación religiosa judía, católica y metodista.

## Trayectoria
En 1994 publicó su primer cuento El señor y la señora Schwarz en la revista V de Vian, dirigida por Sergio Olguín. Fue alumna de la escritora Hebe Uhart.
En 1997, recibió el Premio Haroldo Conti para Jóvenes Narradores de la Provincia de Buenos Aires por el cuento El aniversario de la muerte del Sr. Rojo. Recibió Adela Basch, donde publicó numerosos cuentos para niños. En 1997, recibió el Premio Monte Ávila dentro del Concurso Juan Rulfo por el cuento para niños Historia de Pollito Belleza.
Hacia 1999, se interesó en la dramaturgia y tomó clases durante tres años con el maestro Mauricio Kartún. Escribió alrededor de cuarenta obras.
En el año 2012 participó como jurado en el Premio Cuento Digital organizado por la Fundación Itaú.
En el 2021 el sello Vera de VR Editoras la convoca a ser Jurado del primer certamen Litearrio Lidia María Riba, junto a Viviana Rivero y Cristina Bajo.
Y en el año 2022 bajo el sello Vera de VR Editoras publica su primera novela del género romántico "Segunda chance".

## Obra

### Narrativa
- Aparte del Principio de la Realidad (Edit Municipal de Rosario, 1998)
- Perdida en el momento (Premio Clarín de Novela 2003, Alfaguara 2004)
- Un fragmento de la vida de Irene S. (Colihue, 2004)
- Álbum de Polaroids (Ed La Fábrica, Madrid, 2008)
- Causa y Efecto (Editorial Punto y Aparte, Madrid 2008)
- LUCY (Edit Plaza & Janés, Buenos Aires 2010)
- Segunda Chance (Vera romántica, VR Editoras, Buenos Aires 2022)

https://vreditoras.com.ar/libro/1003/segunda-chance

### Libros de Cuentos
- Rata Paseandera (Bajo la Luna Nueva, 1998)
- La italiana (Ameghino editores, 2000)
- Esta no es mi noche (Alfaguara, 2005)

### Libros para niños
- Historia de Pollito Belleza (Monte Ávila, Venezuela, 1999)
- El Cochero Rata (UNL, 2003)
- Habla el Lobo (Norma, 2004)
- Las memorias de Ygor (Colihue, 2004)(Novela juvenil)
- Ratones de Cuento (Crecer Creando, 2006)
- El Rey Anatol (Estrada, 2006)
- El Intrépido Medio Pollo (Norma, 2007)
- Amor Dragón (Alfaguara, 2007)
- Habla la Madrastra (Norma, 2009)
- La Bella demente (Libros del Náufrago, 2010)
- Alicia para pequeños (versión del texto de Carroll, Libros del Náufrago, 2010)
- Pollito Matón (Uranito, Buenos Aires, 2010)
- La Vaca Azul (Uranito, Buenos Aires, 2010)
- Chat de Ratones (Uranito, Buenos Aires, 2010)
  - En teatro para niños, es autora de Petit Cabaret, dirigido por Héctor Malamud en el Teatro Santa María, en Buenos Aires, 2008 y realizó la adaptación de El Principito dirigido por Carlos Aguilera en Montevideo, Uruguay. En 2010, el grupo Las Descarnadas realizó la obra "Igor" en el teatro Adán Buenosayres.
  - Boris Orbis y la vieja de la calle 24 (Sudamericana, 2011)
  - Pollito Matón tiene novia (Uranito, 2012)

### Poesía
- Fluido Manchester (Siesta, 2000)
- Late (Alción, 2003)
- Secreto desencanto (Vox, 2008).
- Ligera de equipaje (EMR, 2012)

### Teatro
- Valhala realizada en el Teatro del Ángel en el 2003;
- Trilogía Las polacas, compuesta por Historias tártaras, Casamentera (Premio Fondo Nacional de las Artes 2001) y La Varsovia (Premio Instituto Nacional de Teatro 2001), estrenadas en 2002 en Buenos Aires. Fue nominada al Premio Trinidad Guevara por la autoría de Las Polacas.
- El tapadito, que obtuvo el segundo premio a obra inédita del Instituto Nacional de Teatro en el 2005.
- Roter Himmel, escrita junto a Ma. Rosa Pfeiffer, que recibió el Premio Argentores a la Producción 2005.
- La Bámbola, escrita también junto a Pfeiffer, que recibió el primer premio de Obras de Teatro 2007 del INT.
- Miracolosa ecibió el Primer Premio del IV Concurso de Teatro de humor de la Biblioteca Teatral Hueney de Neuquén.

- Maldad estrenada en 2016, bajo la dirección de Marcelo Maran. Recibió tres premios Estrella de Mar, incluyendo Mejor Espectáculo Marplatense, Mejor Director Marplatense y Mejor Obra de Autor Nacional.

En 2008 formó parte del Proyecto Padre que Gustavo Ott llevó adelante en Caracas, y obras suyas se representaron en el exterior como Uruguay, Brasil, Venezuela, España e Italia.

### Ensayos
Recientemente se publicó su obra El ángel de la muerte en Hyspamerica, publicación de la Universidad de Maryland sobre estudios judíos.

## Otros
En 2005 y 2006 la compañía Movistar lanzó dos novelas suyas por SMS. Se trató de dos productos hechos especialmente, dos comedias románticas para adolescentes: "Switch" y "Bonus Track", convirtiéndose así en la primera escritora latinoamericana de novelas para celular.